# Thoé (Océanide)
Pour la Néréide, voir Thoé.
Thoé (en grec ancien Θόη / Thóê) est, dans la mythologie grecque archaïque, une Océanide, fille d'Océan et de Téthys citée par Hésiode dans sa liste d'Océanides. Une des Néréides partage le même nom.

## Étymologie
En grec ancien, Thoé (Θόη / Thóê) vient de thoós (θοός) signifiant rapide, agile.

## Famille
Ses parents sont les titans Océan et Téthys. Elle est l'une de leur multiples filles, les Océanides, généralement au nombre de trois mille, et a pour frères les Dieux-fleuve, eux aussi au nombre de trois mille. Ouranos (le Flot) et Gaïa (la Terre) sont ses grands-parents tant paternels que maternels.

## Évocation moderne

### Biologie
Le genre de Crustacés des Thoe doit son nom à la Néréide et à l'Océanide Thoé, de même que le sous-genre de Cnidaires de Thoe.